# Karl Michael Freiherr von Aretin
Karl Michael Freiherr von Aretin (* 23. Mai 1924 in Vagen; † 20. Mai 2021 ebenda) war ein deutscher Diplom-Landwirt, Restaurator und Kirchenpfleger.

## Leben und Wirken
Von Aretin wurde als eines von fünf Kindern von Albert Karl Philipp Sigmund von Aretin (1893–1984) und Emma von Müller-Hörnstein (1900–1988) im Schloss Vagen geboren. Seine Schulausbildung erhielt er am Rosenberg (St. Gallen). Im Jahr 1944 wurde er zur Wehrmacht eingezogen und war als Soldat in Russland und Italien stationiert. Kurz vor Ende des Zweiten Weltkriegs geriet er in Italien in US-amerikanische Kriegsgefangenschaft. Danach absolvierte er ein Studium der Landwirtschaft in Weihenstephan, das er als Diplom-Landwirt abschloss. In seinem Berufsleben war er zudem in der Verwaltung der Max-Planck-Gesellschaft in München im Bereich Entwicklung und Forschung tätig. Er war Mitglied der Kirchenverwaltung und setzte sich in dieser Funktion jahrzehntelang als Kirchenpfleger für den Erhalt und die Restauration von Gotteshäusern ein.
Karl Michael von Aretin war zudem Ritter des bayerisch-königlichen Hausritterorden vom Heiligen Georg. Als langjähriger Sekretär des Georg-Ordens setzte er sich für die Unterstützung Oppositioneller in den Ostblockstaaten ein. Nach seiner Pensionierung setzte er sich 1989/1990 für die umfassende Sanierung seines Wohnsitzes, dem Schloss Vagen, ein. Es war sein Geburtshaus, dessen Grundsteinlegung im Jahr 1768 stattfand und durch eine Erbschaft im Jahr 1910 schließlich in den Besitz der Familie Aretin (Adelsgeschlecht) gelangte. Er engagierte sich auch für karitative Zwecke und den Erhalt vieler Einrichtungen im Landkreis Feldkirchen-Westerham.
Karl Michael von Aretin war seit 1961 mit Dorothea Prinzessin Biron von Curland verheiratet, hatte drei Söhne und elf Enkel. Er starb am 20. Mai 2021 kurz vor seinem 97. Geburtstag. Am 4. Juni 2021 wurde er in Vagen beigesetzt.